# Bystřice pod Hostýnem
Bystřice pod Hostýnem település Csehországban, Kroměříži járásban. Bystřice pod Hostýnem Vítonice, Chomýž, Jankovice, Prusinovice, Slavkov pod Hostýnem, Mrlínek, Blazice, Chvalčov, Brusné, Křtomil és Lipová településekkel határos. Lakosainak száma 8023 fő (2024. január 1.).

## Népesség
A település lakosságának változását az alábbi diagram mutatja:
| Lakosok száma | 3368 | 5088 | 5820 | 6452 | 8462 | 8787 | 8266 | 8169 | 7984 | 8023 |
|               | 1869 | 1890 | 1921 | 1950 | 1980 | 2001 | 2017 | 2019 | 2022 | 2024 |